# Checkpoint Charlie

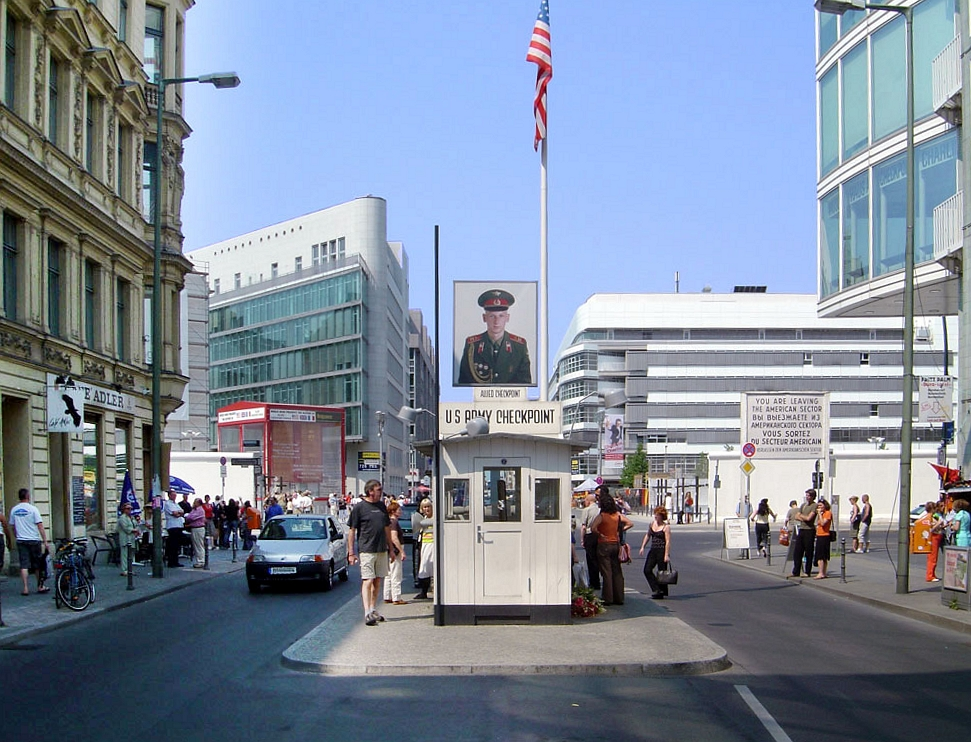
Checkpoint Charlie v roce 2005, pohled do bývalého Východního Berlína

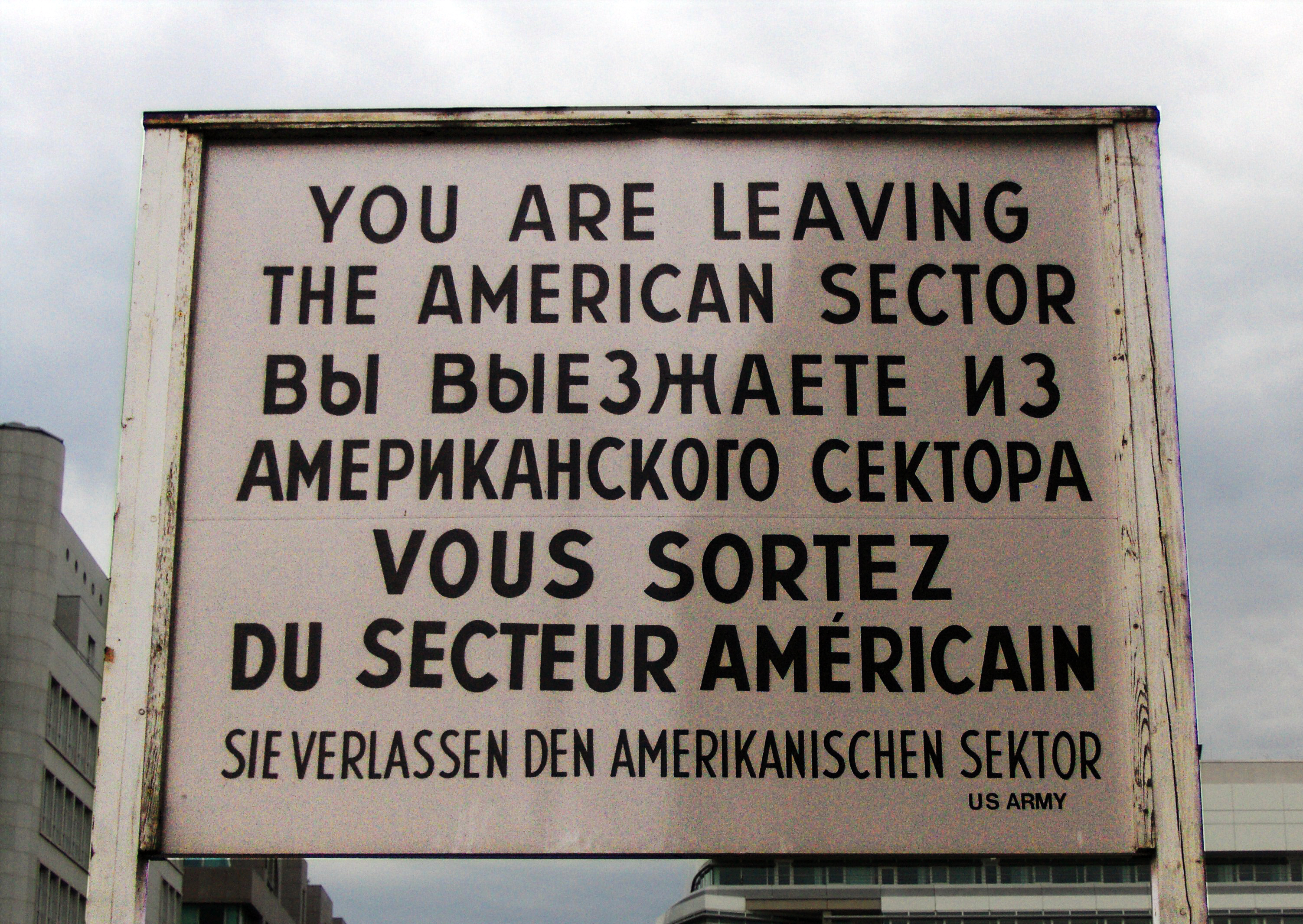
„Opouštíte americký sektor“

Checkpoint Charlie byl hraniční přechod v Berlíně. Patří k nejznámějším přechodům rozděleného Berlína. Checkpoint Charlie se nachází na křižovatce ulic Friedrichstraße a Kochstraße a spojoval americký sektor města se sovětským.
Checkpoint znamená anglicky kontrolní stanoviště, označení Charlie pochází z hláskovací tabulky NATO a značí třetí písmeno abecedy C (Checkpoint Alpha jako A byl přechod na dálnici v městečku Helmstedt, Checkpoint Bravo jako B byl přechod na stejné dálnici v Dreilinden u Berlína).
Checkpoint Charlie se stal místem vzájemné demonstrace síly americké a sovětské armády v roce 1961, kdy proti sobě stály tanky soupeřících mocností jako reakce na východoněmecké pohraniční kontroly západních diplomatů při přechodu hranice do východního Berlína.

## Opětovné vybudování
Po sjednocení Berlína byly všechny rekvizity přechodu v rámci modernizace města odstraněny a zřejmě i zničeny – jeho existenci připomínalo jen muzeum Dům na Checkpoint Charlie (Haus am Checkpoint Charlie). 13. srpna 2000 ve výročí stavby Berlínské zdi, byl znovu podle původních plánů a fotografií vybudován.
Z americké strany se nacházela a po obnově Checkpoint Charlie se opět nachází tabulka, na které je anglicky, rusky, francouzsky a německy napsáno: „Opouštíte americký sektor.“

## Galerie

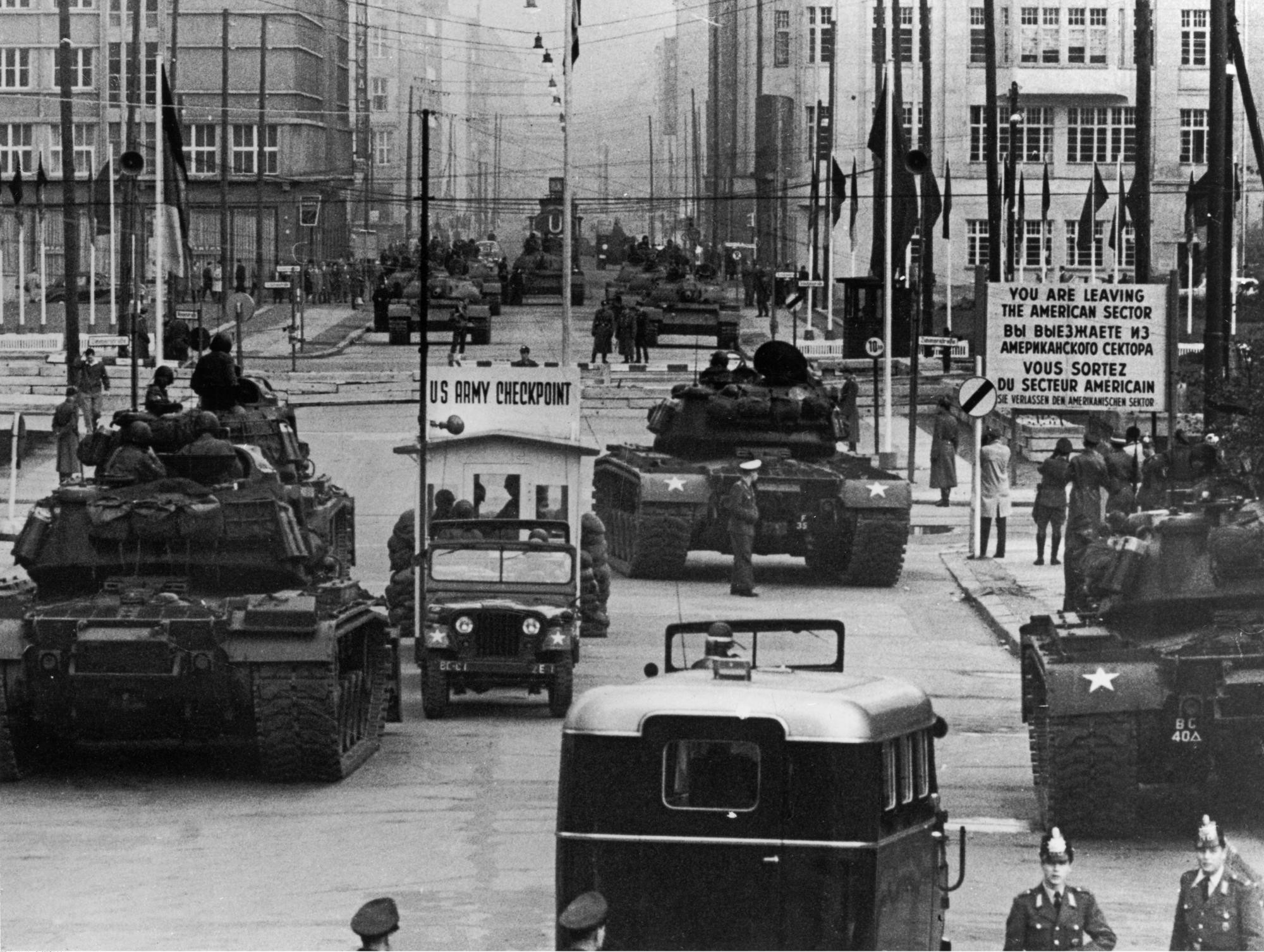
Proti sobě stojící americké a sovětské tanky (1961)
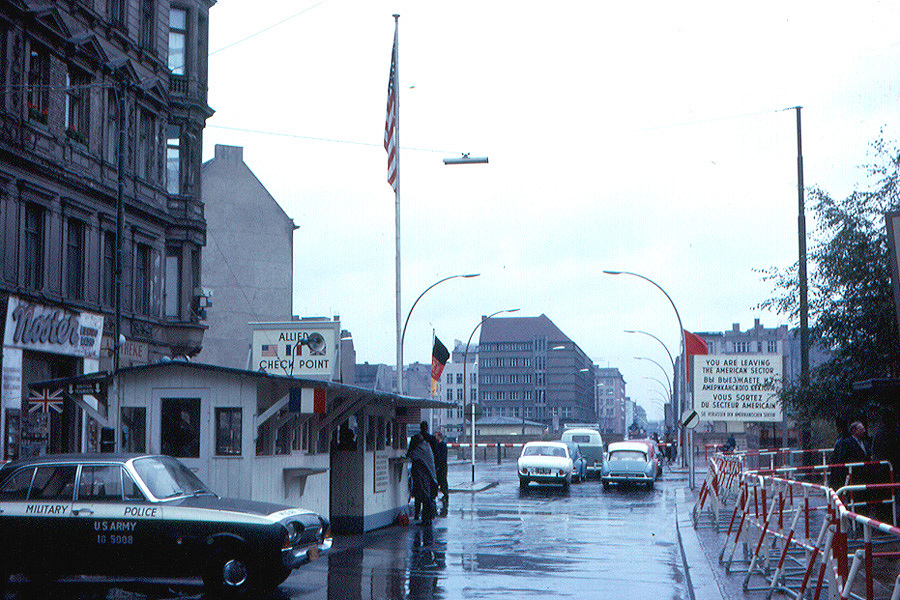
Pohled z americké strany (1963)
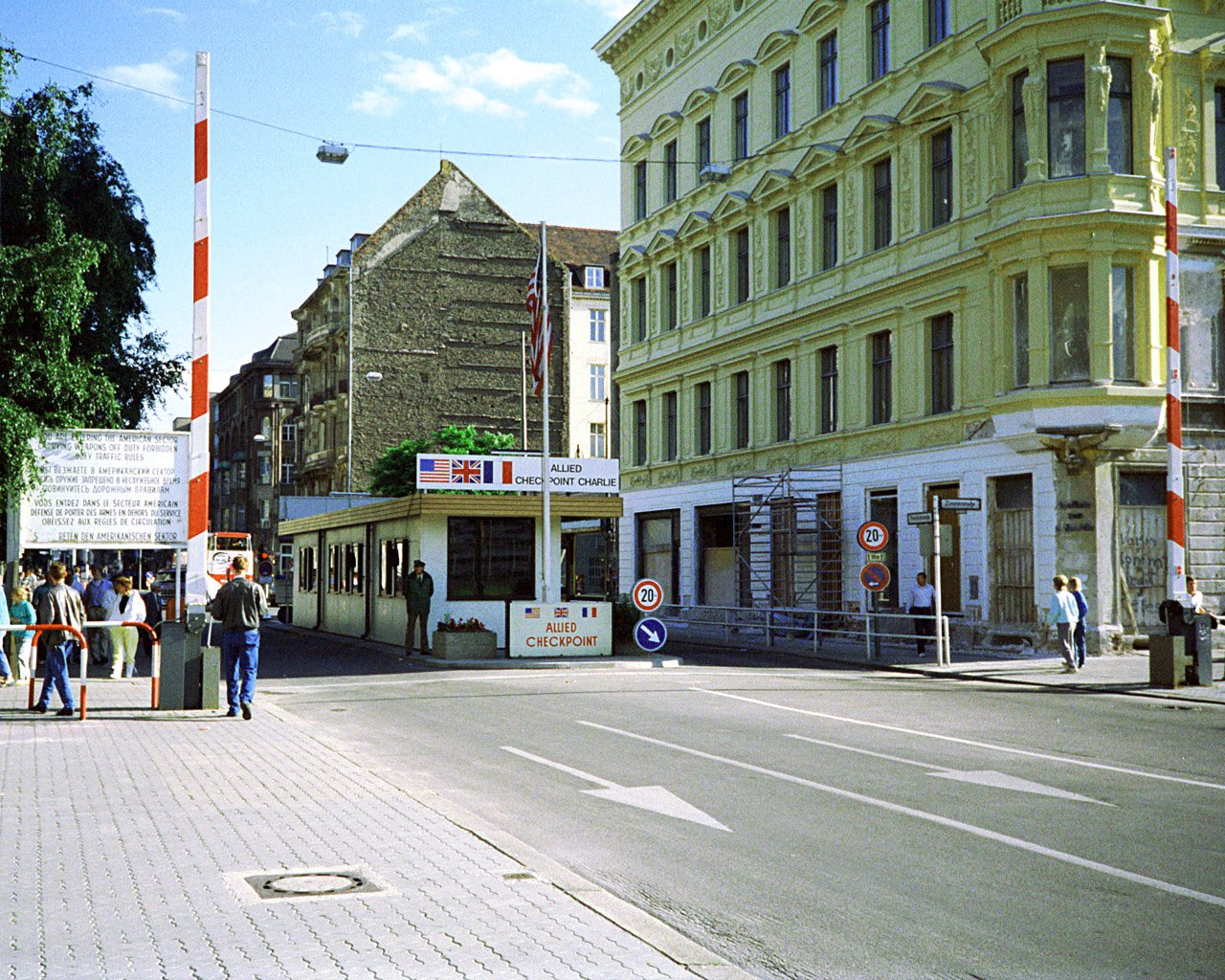
Pohled z východního Berlína (1986)
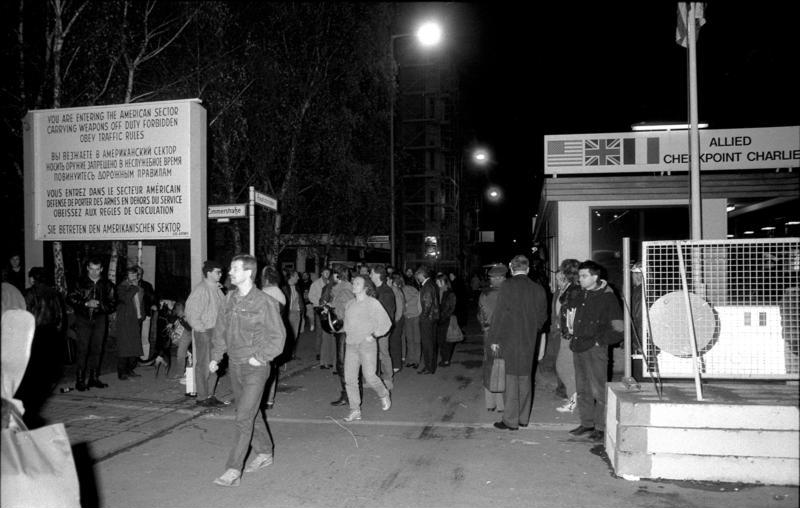
Noc 9. listopadu 1989, kdy padla berlínská zeď
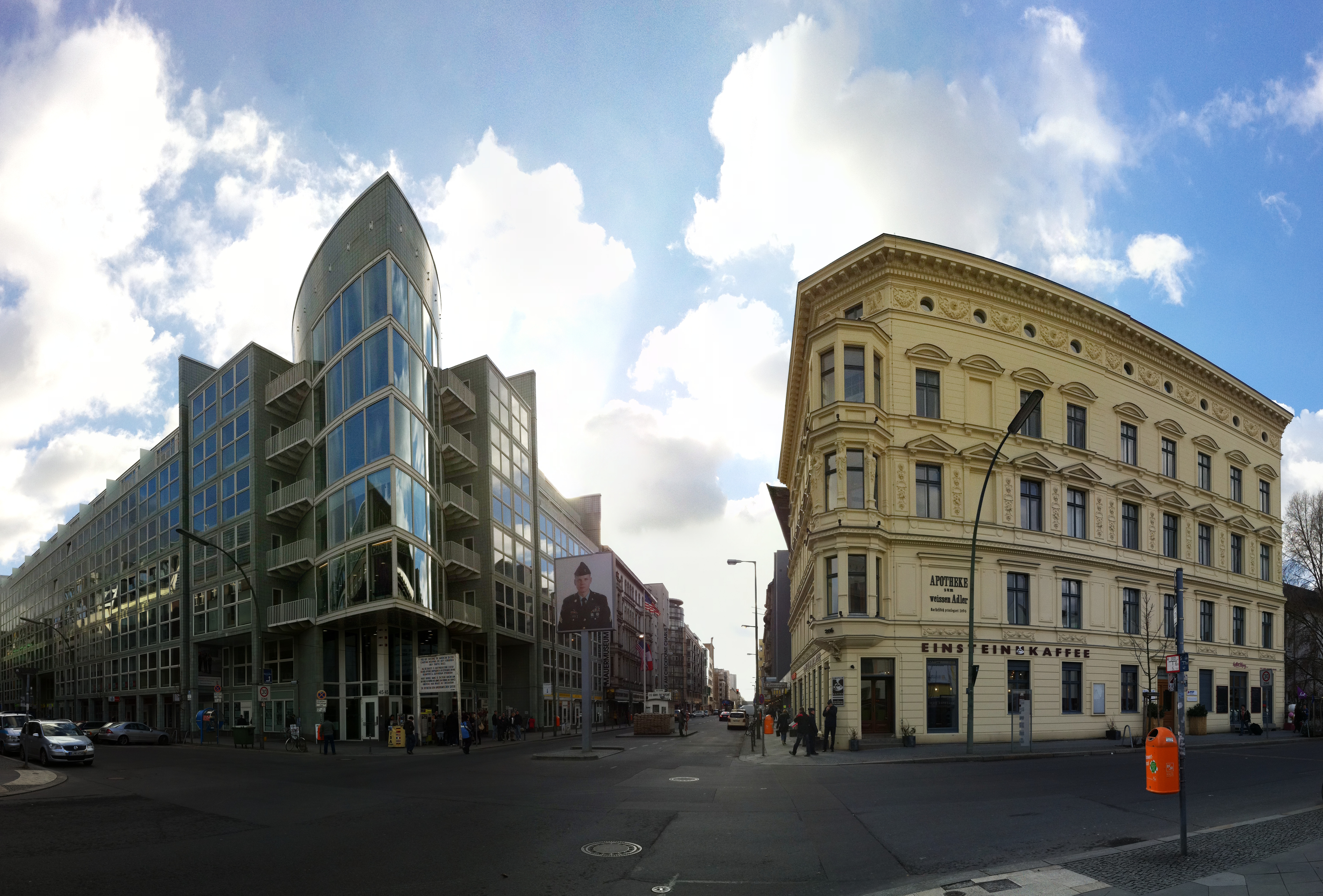
Checkpoint Charlie v roce 2011